# La gran novela americana (novela de Philip Roth)
La gran novela americana es una novela escrita por el autor estadounidense Philip Roth, publicada en 1973. La novela narra la historia de la Liga Patriota, una liga ficticia estadounidense de béisbol, y una conspiración comunista para borrarla del mapa.

## Argumento
Los Mundys de Port Ruppert (Nueva Jersey) alquilan su estadio al Departamento de Guerra de los Estados Unidos al inicio de la temporada de 1943 para ser usado como un punto de embarque para los soldados que lucharán en la Segunda Guerra Mundial. Esto convierte a los Mundys en un equipo visitante de forma permanente. La novela es narrada por «Word» Smith, un columnista deportivo retirado, quien viaja con los Mundys durante la temporada de 1943.
Algunos de los jugadores de los Mundys están basados en jugadores de reemplazo que jugaron durante la Segunda Guerra Mundial, como el jardinero manco Bud Parusha (Pete Gray).